# Aristocrat Leisure
Aristocrat Leisure Limited es un fabricante australiano de máquinas de juego, que tiene su centro administrativo en el suburbio de Sídney de North Ryde, aunque la mayoría de su investigación y desarrollo también se realiza en su sitio de North Ryde. Tiene oficinas de marketing y desarrollo en Sudáfrica, Rusia y Estados Unidos.
Aristocrat es el fabricante de máquinas de juegos más grande  en Australia, y uno de los fabricantes más grandes de máquinas tragamonedas en el mundo, actualmente solo superado por International Game Technology. 

## Historia
La compañía produjo su primera máquina en 1953, y estuvo en la Bolsa de valores australiana en 1996. La compañía fue fundada por Len Ainsworth, cuya familia mantiene una participación sustancial en la compañía, pero ahora es presidente de una diferente compañía de juegos, Ainsworth Game Technology. Aristocrat está autorizado para distribuir máquinas tragamonedas y otros tipos de productos de juegos en más de 200 jurisdicciones (es importante recalcar que muchos países, como Australia, tiene un número de jurisdicciones diferentes para las licencias de juego).
El CEO de Aristocrat culpó a la subprime crisis de hipoteca de los Estados Unidos por malos resultados financieros en 2008, a pesar de que las empresas competidoras han experimentado un crecimiento récord en el mismo periodo de tiempo. Como resultado de la caída esperada en los ingresos, el CEO promulgó recortes presupuestarios radicales, incluidas reducciones a gran escala del personal de todas las áreas del negocio. La compañía nuevamente enfrentó condiciones difíciles de mercado en 2009 con su año completo que resultó en una pérdida neta de USD 157,8 millones.
En 2011, la compañía logró un acuerdo con el AGLC para proporcionar equipamiento y juegos para la red de terminales de video lotería de Alberta.
En julio de 2014, Aristocrat acordó comprar Video_Gaming_Technologies por aproximadamente USD 1,3 mil millones para triplicar su negocio en América del Norte en medio de la caída de ganancias en Australia. El 10 de agosto de 2017, adquirió el desarrollador de juegos móviles Plarium por USD 500 millones para participar en juegos móviles. El 30 de noviembre de 2017, adquirió el desarrollador de juegos móviles Big Fish Games por USD 990 millones.
Desde marzo de 2017, el CEO ha sido Trevor Croker, exvicepresidente ejecutivo de productos globales, quien sucedió a Jamie Odell.
En julio de 2019, Aristocrat demandó a Ainsworth, alegando que habían utilizado código propietario y activos de medios filtrados por un exempleado de Aristocrat para producir un clon de sus populares juegos Lightning Link.

## Productos y sociedades
Además de las máquinas tragamonedas de carrete giratorio, la compañía tiene intereses en los sistemas de juegos de azar (sistemas de red computarizados que manejan máquinas tragamonedas), simulaciones de juegos de cartas computarizadas, juegos de mesa electrónicos y sistemas de jackpot vinculados (como los sistemas patentados Hyperlink). La compañía ha desarrollado el sistema Reel Power, donde los jugadores compran carretes en lugar de líneas, ganan combinaciones en la configuración estándar.
Los productos más destacados de Aristocrat han sido configuraciones de juegos que colocan grandes botes progresivos en varias máquinas, incluida su serie Lightning Link. La serie ha tenido una popularidad considerable, hasta el punto de que Aristocrat ha licenciado áreas de marca en varios casinos norteamericanos dedicados exclusivamente a las máquinas.
La compañía tiene una serie de asociaciones de distribución, incluida Sammy Corporation en Japón.
En los Estados Unidos, Artistocrat ha licenciado títulos para Grand Vision Gaming of Montana para su uso en terminales de video lotería.